# Championship Sprint
Championship Sprint est un jeu vidéo de course développé par Atari Games, sorti en 1986 sur borne d'arcade.
Le jeu fait partie de la série Sprint, apparue en 1976.

## Système de jeu
Le joueur contrôle une monoplace sur un circuit affiché en intégralité à l'écran, en vue aérienne, et il doit remporter la course de quatre tours face à trois autres concurrents. Le jeu est très similaire à Super Sprint (1986), se distinguant seulement en proposant huit nouveaux circuits et en n'étant plus jouable qu'à deux joueurs en simultané (contre trois pour Super Sprint).
Les tracés des circuits sont tortueux, avec des architectures en double ou triple huit, des dénivelés, des ponts et des raccourcis permanents et temporaires. La piste contient différents types d'obstacles (flaques d'huile, d'eau et de boue, tornades, plots, bornes rétractables), dont le nombre augmente progressivement. Après une sortie de piste violente, la voiture est détruite et un hélicoptère intervient pour en déposer une neuve sur la piste : ce sont là de longues secondes de perdues.
Le jeu reprend le système d'amélioration de son prédécesseur. Le joueur accède à l'écran d'amélioration s'il parvient à collecter deux clés sur la piste : une seule clé apparaît par course (à l'entame du 3e tour) et les autres concurrents peuvent aussi la ramasser. Il peut améliorer les performances de son véhicule (adhérence, vitesse de pointe et accélération) et la vitesse de manœuvre de l'hélicoptère sur cinq niveaux au total. Le système de points est basé sur la position d'arrivée, le temps moyen au tour, le meilleur temps au tour et des tickets bonus à ramasser sur la piste. En cas de record du tour, une clé et des points supplémentaires sont attribués.
La borne d'arcade dispose d'un volant et d'une pédale d'accélération. Le jeu fonctionne sur le système Atari System 2 et affiche une résolution moyenne (512x384 pixels).

## Développement
- Concepteurs et programmeurs : Robert Weatherby, Kelly Turner
- Animateurs : Will Noble, Kris Moser, Sam Comstock
- Techniciens : Dave Wiebenson, Minh Nguyen
- Audio : Hal Canon

Le jeu est sorti à la mémoire de George Opperman (1935-1985), premier artiste engagée par Atari, qui a créé le logo de la société et illustré divers bornes d'arcade.

## Adaptations
Championship Sprint est adapté en 1988 sur les ordinateurs 8-bit Amstrad CPC, Commodore 64 et ZX Spectrum (Catalyst Coders/Electric Dreams); ces versions implémentent un éditeur de circuit. Le jeu original est réédité à partir de 2004 à travers les compilations Midway Arcade Treasures (Midway Games) sur GameCube, PlayStation 2, Xbox, Windows et PlayStation Portable. Il est également proposé en 2007 sur PlayStation 3 via le service de téléchargement du PlayStation Network; cette version propose un mode de jeu en ligne et un classement en ligne.